# Катанський метрополітен
Метрополітен Катанії (італ. Metropolitana di Catania) — лінія метро в місті Катанія, Італія. Метрополітен відкрився 27 червня 1999 року.

## Історія
Початкова ділянка від «Порто» до «Борго» складалася з 6 станцій (4 підземні) та 3,8 км. Станції «Порто» та «Стаціоне ФС» були відкриті як залізничні станції ще в 1890-х роках. В 1980-х роках залізницю закрили, але колії не розібрали, це дало можливість використати їх для потреб метро.

## Лінія 1
На початок 2021 року на лінії 11 станцій та 8,8 км. Всі станції підземні, мілкого закладення та мають берегові платформи.
У системі використовуються двохвагонні потяги які живляться від повітряної контактної мережі.

## Розвиток
При відкритті в 2016 році, двох нових станцій в напрямку станції «Стесікоро», наземна ділянка (1.8 км) з двома станціями в напрямку «Порто» була закрита на реконструкцію. Після реконструкції відкриється тільки «Порто», другу станцію демонтують. Станцію «Сібалі» на діючій ділянці планують відкрити у 2018 році, так само як станції «Монте По» та «Фонтана».
За станцією «Стесікоро» будується ще 3 станції, відкриття яких заплановано на 2019 рік.

## Режим роботи
Працює з 6:40 до 21:30 (в суботу до 0:00). Інтервал руху до 15:00 — 10 хвилин, після 15:00 — 15 хвилин.

## Галерея

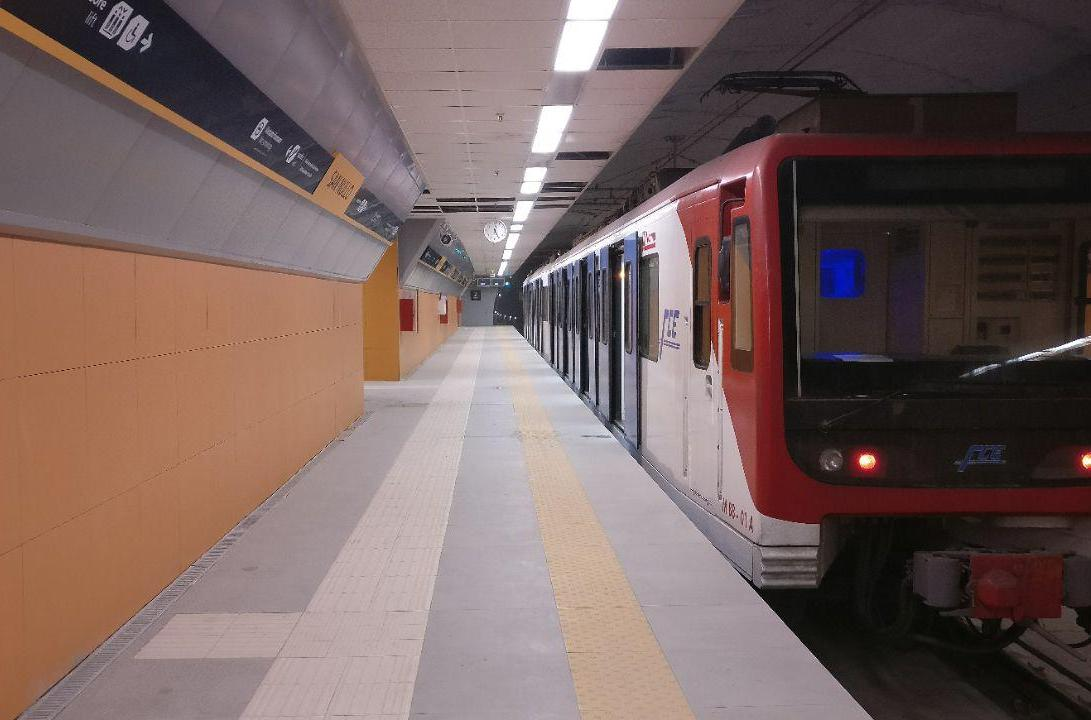
Станція «Сан нулло»
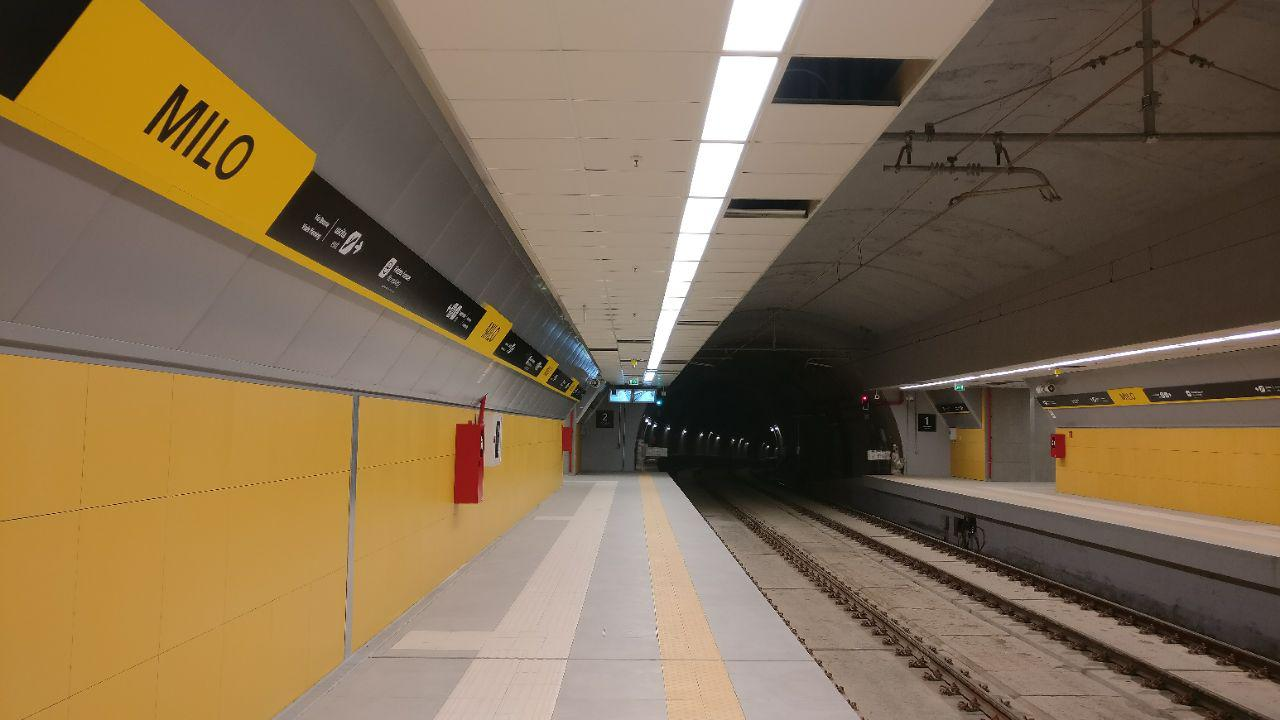
Станція «Міло»